# Emanuel Geibel

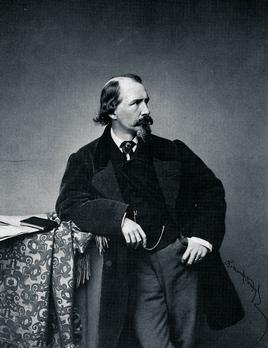

Franz Emanuel August Geibel (* 17. Oktober 1815 in Lübeck; † 6. April 1884 ebenda) war ein deutscher Lyriker. Ab 1843 war er neben Heinrich Heine und Friedrich Rückert der erfolgreichste deutsche Dichter seiner Zeit, dessen Liederwerk Komponisten wie Robert Schumann, Hugo Wolf, Felix Mendelssohn Bartholdy und Johannes Brahms inspirierte. Seine Wertschätzung als Wortkünstler und als Autorenförderer im 19. Jhd. ließ im 20. Jahrhundert schon vor dem Ersten Weltkrieg nach. Bis heute allgemein bekannt geblieben sind seine Wanderlieder Der Mai ist gekommen und Morgenwanderung (Wer recht in Freuden wandern will, 1839) sowie die Schlussverse des Gedichts Deutschlands Beruf. 1861: „Und es mag am deutschen Wesen / einmal noch die Welt genesen“, die u. a. Kaiser Wilhelm II. zum politischen Schlagwort umformte („Am deutschen Wesen soll dereinst die Welt genesen“). Etliche der mehr als 3.500 Kompositionen zu knapp 300 Gedichten Geibels sind nach wie vor im Repertoire von Solisten im Haus- und Kammermusikbereich.

## Leben

### Herkunft und Ausbildung

Geibels Geburtshaus in der Fischstraße 25 in Lübeck: zweites Haus von rechts, 25 Jahre nach Geibels Tod

Franz Emanuel Geibel wurde als siebtes von acht Kindern in der Fischstraße 25 in Lübeck geboren. Seine Eltern waren der Erweckungsprediger der reformierten Gemeinde Johannes Geibel und die Kaufmannstochter Elisabeth Louise Ganslandt (1778–1841). Er besuchte das Katharineum zu Lübeck, das er als Klassenbester verließ. Noch als Schüler veröffentlichte er unter dem Pseudonym „L. Horst“ sein erstes Gedicht im Deutschen Musenalmanach für das Jahr 1834, den Adelbert von Chamisso und Gustav Schwab herausgaben.

### Bonn
Ab dem Sommersemester 1835 studierte Geibel an der Rheinischen Friedrich-Wilhelms-Universität Bonn auf Wunsch des Vaters Evangelische Theologie bei Friedrich Bleek, Philosophie bei Christian August Brandis und Klassische Philologie bei Rudolf Heinrich Klausen und Friedrich Gottlieb Welcker. In Bonn schloss er sich den Ruländern an. Sie waren nie eine Burschenschaft, sondern eine Tischgesellschaft, die sich in der Zeit der Demagogenverfolgung in der Gaststätte Ruland aus der kurzlebigen Markomannia (I) bildete. Sie paukte mit dem SC zu Bonn und wandelte sich 1836 (kurz nach Geibels Abgang) in das Corps Saxonia Bonn um. Ohne Einfluss auf Geibel blieb seine Begegnung mit Karl Marx und Karl Grün. Mit Moriz Carrière u. a. bildeten sie ein ‚Dichterkränzchen‘.

### Berlin und Athen
Im Frühjahr 1836 wechselte er an die Friedrich-Wilhelms-Universität zu Berlin, wo er anfangs mit Adelbert von Chamisso, Bettina von Arnim und Franz Kugler in freundschaftliche Verbindung trat und Julius Eduard Hitzig ihn in die Literarische Gesellschaft einführte. Geibels Hochschullehrer waren u. a. August Boeckh, Johann Gustav Droysen, Karl Lachmann, Franz Kugler und Henrik Steffens. Bevor er im April 1838 nach Griechenland abreiste, stellte Geibel in einem lateinisch abgefassten Brief den Antrag, an der Universität Jena zu promovieren. Er wurde dabei von Georg Friedrich Heinrich Rheinwald unterstützt. Geibel bekam den Doktorgrad in absentia, ohne eine Dissertation eingereicht zu haben, die er nachzuliefern versprach. In Griechenland erhielt er eine auf drei Jahre befristete Anstellung als Hauslehrer beim russischen Gesandten in Athen, Gawriil Antonowitsch Katakasi; sein Jugendfreund Ernst Curtius war bereits seit 1837 in Athen bei Christian August Brandis als Hauslehrer tätig. Geibel blieb zwei Jahre in Griechenland. In dieser Zeit reifte sein Entschluss, weder als Gelehrter noch als Journalist, sondern ausschließlich als Dichter seinen Lebensunterhalt bestreiten zu wollen.

### Hochzeit in Lübeck
Nach seiner Rückkehr veröffentlichte er 1840 einen Band mit dem schlichten Titel Gedichte. Nach schleppendem Beginn wurde es sein großes Erfolgsbuch. Es erreichte, von der zweiten bis zur 5. Auflage überarbeitet und ergänzt, bis 1915 132 Auflagen und trug ihm die lebenslange Freundschaft mit dem germanistischen Grundlagenforscher Karl Goedeke ein. 1841 und 1842 ordnete Geibel auf Schloss Escheberg bei Zierenberg die Bibliothek spanischer Literatur des Künstlermäzens Karl-Otto von der Malsburg. Am 24. Dezember 1842 erhielt er durch die Vermittlung des in Lübeck lebenden Kunsthistorikers Carl Friedrich von Rumohr vom preußischen König Friedrich Wilhelm IV., wie vor ihm schon der Dichter Ferdinand Freiligrath, eine lebenslange Pension. Es folgte ein Jahrzehnt des Reisens. Lübeck blieb sein Rückzugsort. Im Forsthaus Waldhusen im Stadtteil Kücknitz verbrachte Geibel mehrmals seine Sommerfrische und schuf dort 1847 das Gedicht Aus dem Walde. Er war auch aktives Mitglied der politischen Erneuerungsbewegung Jung-Lübeck, die im März 1848 eine Verfassungsreform durchsetzte. Zwischen 1848 und 1849 unterrichtete Geibel am Katharineum anstelle seines väterlichen Freundes Ernst Deecke, der für Lübeck an der Nationalversammlung in Frankfurt teilnahm. 1849 begann die lebenslange enge Verbindung Geibels mit der schlesischen Adelsfamilie Carolath-Beuthen. 1851 verlobte Geibel sich mit der erst 17 Jahre alten Amanda („Ada“) Trummer (* 15. August 1834 in Lübeck), Tochter eines Rechtsanwaltes und einer Schauspielerin. Das Paar heiratete 1852. Die Hochzeit wurde im Lübecker Gartenrestaurant Lachswehr gefeiert, dessen „stillen Garten mit dem schattigen Ulmengang“ Geibel Jahre zuvor in einem Gedicht besungen hatte.

### München
Im Dezember 1851 erhielt Geibel von König Maximilian II. Joseph eine Einladung zur Übersiedelung nach München bei guter Dotierung ohne Verpflichtungen. Geibel erhielt bereits einen dauerhaften Ehrensold vom preußischen König, war aber so gut wie nie in Preußen. Um einen dauerhaften bezahlten Aufenthalt in Bayern begründen zu können, erbat sich eine formal den Schein wahrende Ehrenprofessur für deutsche Literatur und Poetik an der Universität zu bekommen. Zwischen dem Bürgerkönig und dem Dichter entstand eine starke persönliche Bindung. Geibel saß bei den seit 1854 regelmäßig im Winter in der Grünen Galerie abgehaltenen ‚Abendunterhaltungen‘, ab 1856 Symposien genannt, stets neben dem König. Der Lyriker zog mit seiner Frau nach München und lebte dort bis 1868 in den Wintermonaten. 1853 wurde die Tochter Ada Marie Caroline (1853–1906) geboren, die spätere erste Frau des Lübecker Bürgermeisters Emil Ferdinand Fehling. Zwei Jahre später starb seine Frau Amanda am 21. November 1855. Sie wurde auf dem Alten Südfriedhof beigesetzt. Nach dem plötzlichen Tod Maximilians II. 1864 erfuhr Geibel in München zunehmend wegen seiner preußenfreundlichen Gesinnung Anfeindungen. Als Preußens König Wilhelm I. am 12. September 1868 Lübeck besuchte, begrüßte ihn Geibel mit einem Gedicht, durch das er bei König Ludwig II. in Ungnade fiel. Geibel verlor seine von den Wittelsbachern zugesicherte lebenslange Pension. Er verließ den von Paul Heyse 1856 ins Leben gerufenen und von ihm selbst maßgebend geprägten Münchener Dichterkreis Die Krokodile.

### Heimkehr

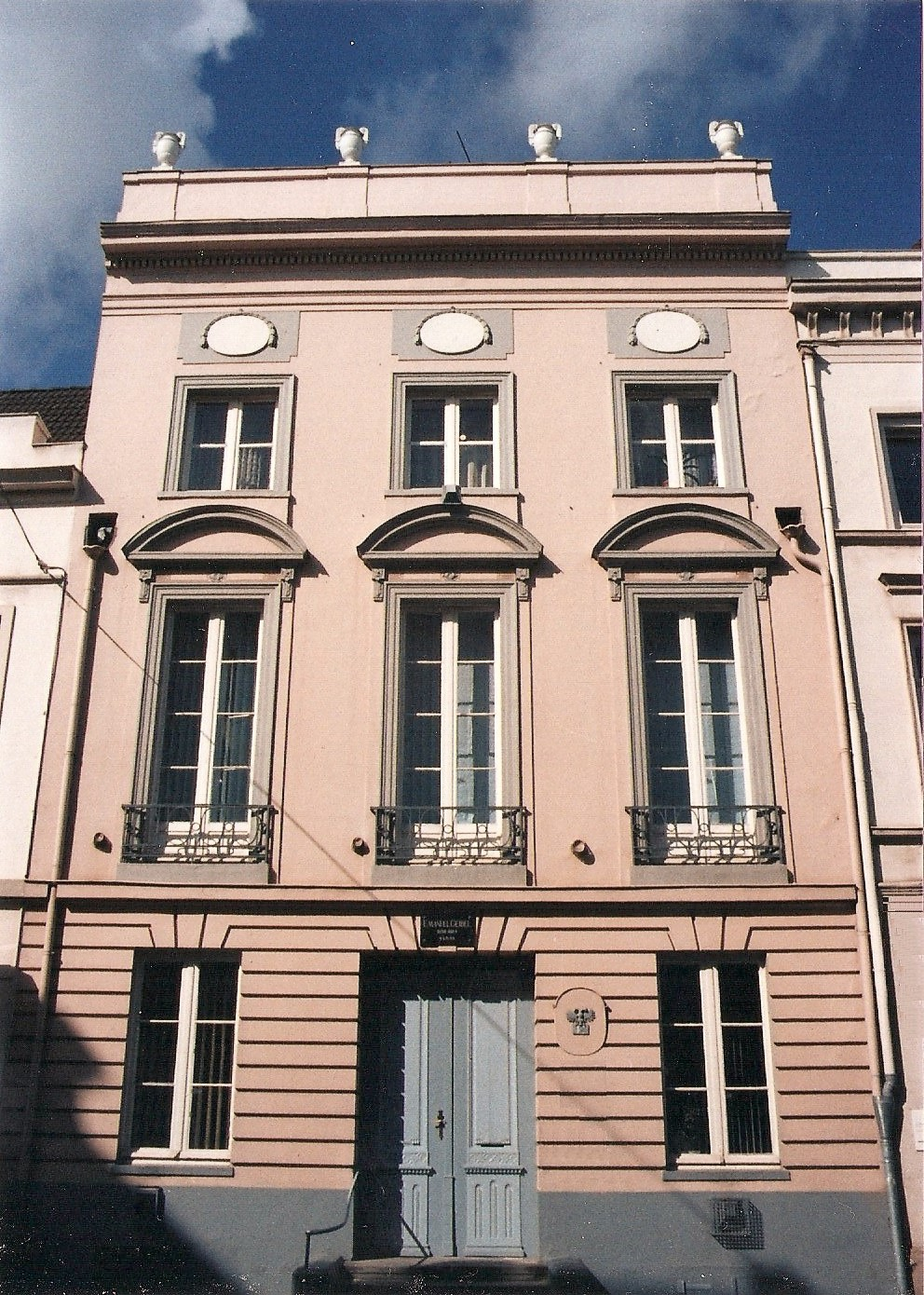
Alterswohnsitz in Lübeck

Emanuel Geibel kehrte in seine Geburtsstadt zurück. Paul Heyse verzichtete aus Solidarität auf seinen Ehrensold. Lübeck ernannte Geibel 1869 zum Ehrenbürger und Wilhelm I. ersetzte die bayerische Pension durch einen Ehrensold auf Lebenszeit.
Die Sommer der Jahre 1873–1875 verbrachte Geibel in Schwartau, wo er in der näheren Umgebung wanderte. Er starb nach langer, schwerer Krankheit am 6. April 1884 in Lübeck. Dort hatte er zusammen mit seinem Freund Heinrich Schunck einen belletristischen Lesezirkel geleitet. Trauerfeier und Trauerzug erreichten in der Hansestadt weder vorher noch nachher je wieder vergleichbare Dimensionen. Die Gedächtnisrede hielt sein Schwager Ludwig Trummer, Hauptpastor der Petrikirche, am Sarge in der Marienkirche. Geibels Grabstelle befindet sich auf dem Burgtorfriedhof. Die Beisetzung dort leitete sein Neffe, Pastor Heinrich Lindenberg.

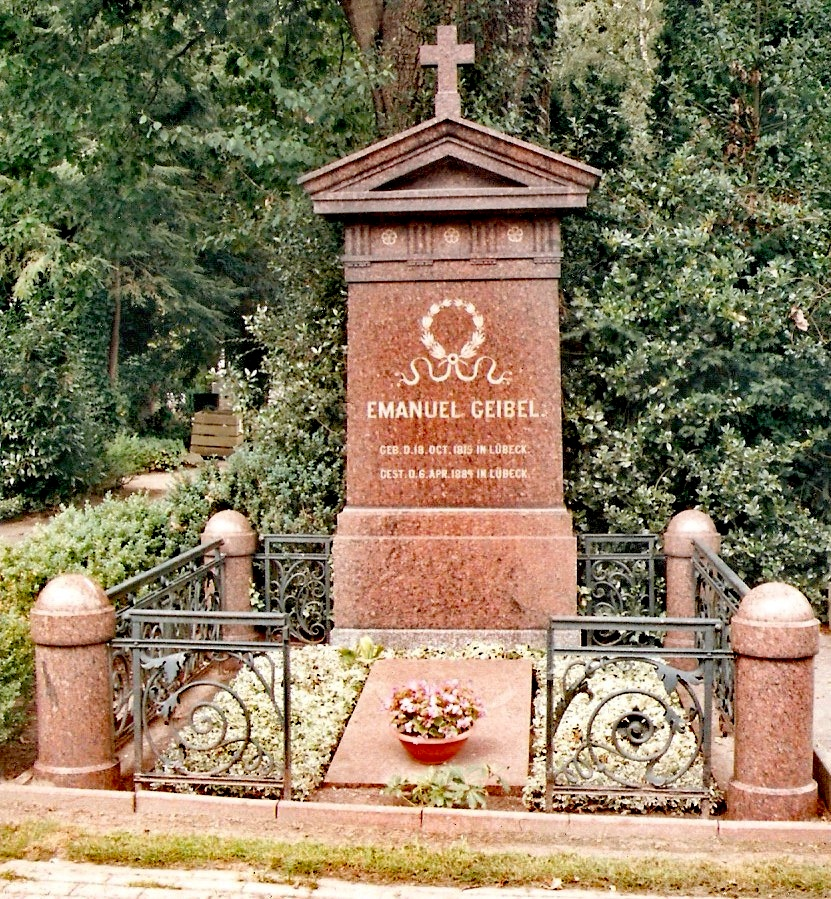
Grab in Lübeck

Am 18. Oktober 1889 wurde der heutige Koberg im Stadtzentrum, damals Kaufberg, in Geibelplatz umbenannt und darauf ein Denkmal eingeweiht. Knapp die Hälfte der Kosten von ca. 50.000 Courantmark kamen durch Spenden aus dem gesamten deutschen Sprachraum zusammen: Der Kaiser, Herzöge, Adelige, Bildungsbürger in hohen Funktionen sowie zahlreiche Denkmalkomitees (z. B. in Hamburg, Frankfurt, Zürich, Stuttgart) stifteten stattliche Einzelbeiträge. Den meisten heutigen Lübeckern ist Geibel durch sein scherzhaftes Schülergedicht Zu Lübeck auf der Brücken bekannt. Darin geht es um die Statue des Gottes Merkur auf der Lübecker Puppenbrücke und ihr unbedecktes Hinterteil.

## Künstlerisches Schaffen
Geibel war ein hochbegabtes Ausnahmetalent, der von seinen Eltern und Lehrern (Friedrich Jacob und Johannes Classen) nach Kräften gefördert wurde, vor allem im Umgang mit griechischer und römischer sowie klassizistischer und romantischer Poesie. Der Begriff Eklektizist war für Geibel eine Ehrenbezeichnung; er sah sich nicht als Erneuerer, sondern als Bewahrer der lyrischen Formensprache von der Antike bis zur Romantik. Aus der Fülle seiner Schülergedichte (unter anderen König Dichter) publizierte Adelbert von Chamisso 1833 das Gedicht Vergessen des 18-Jährigen. Was Künstler im Umgang mit Geibel besonders schätzten, waren sein Improvisationstalent, seine Art des Vortrages und seine gewinnende Ausstrahlung. Was ihn zunehmend behinderte, war seine chronische, aus Griechenland mitgebrachte Erkrankung.
Geibels frühe Vorbilder waren Johann Wolfgang von Goethe, Heinrich Heine (Buch der Lieder), Lord Byron und Franz Kuglers Skizzenbuch (1830). Einfachheit der Wortwahl, Idealität des Gehaltes und hohe Musikalität führten dazu, dass er mit etwa 3.600 Kompositionen auf knapp 300 seiner Texte zu den am meisten vertonten deutschen Lyrikern überhaupt zählt. Robert Schumann, Hugo Wolf, Johannes Brahms, Felix Mendelssohn Bartholdy und Karl Grammann schätzten seine Gedichte. Erste Texte und Kompositionen zu frühen Gedichten erschienen ab 1833/34 in Almanachen. 1840 publizierten Geibel und Ernst Curtius Übersetzungen antiker griechischer Autoren unter dem Titel Klassische Studien. Seit Geibels Griechenlandaufenthalt von 1838 bis 1840 gewannen antike Autoren sowie klassizistisch orientierte Dichter, insbesondere Graf August von Platen sowie zeitgenössische französische Lyriker wie etwa Sainte Beuve, Alfred de Vigny, Émile Deschamps und Alfred de Musset vorbildhafte Bedeutung. Die erste eigenständige Publikation Geibels, Gedichte (1840), in den ersten fünf Auflagen von ihm selbst überarbeitet und erweitert, wurde zum lyrischen Erfolgsbuch des 19. Jahrhunderts. Geibel verarbeitet darin seine Liebesbeziehung zu Cäcilie Wattenbach und seinen Aufenthalt in Griechenland. Mit dem schmalen Heft Zeitstimmen (1841, Zwölf Gedichte) erreichte er hohe politische Aufmerksamkeit.
Geibel trat bereits mit seinen ersten Publikationen als politischer Autor auf und verstand sich als Stimme der deutschen Nationalbewegung (Gedichte 1840, Zeitstimmen, 1841). Er unterstützte die deutschen Einheitsbestrebungen unter preußischer monarchistischer Führung, die kleindeutsche Lösung, und agierte gegen revolutionäre Tendenzen in den Werken der Jungdeutschen. Die Gedichte An Georg Herwegh und An den König von Preußen wurden zu starken und stark umstrittenen Zeitstimmen. Geibels zweites großes Gedichtbuch Juniuslieder (1848) erzielte zu Lebzeiten mehr als 50 Auflagen, es galt als sein lyrisches Hauptwerk. Nach dem Einsetzen einer chronischen Krankheit und dem frühen Tod seiner erst 21-jährigen Ehefrau 1855 ließ seine Schaffenskraft allmählich nach. Immerhin erschienen noch seine politischen Heroldsrufe, die naturreligiösen Spätherbstblätter und das dramatisierte Sprichwort „Echtes Gold wird klar im Feuer“.
Geibel arbeitete auch als Dramatiker. 1844 publizierte er die Tragödie König Roderich. Teil eines unvollendeten Projekts mit Felix Mendelssohn Bartholdy ist das Opernlibretto Loreley (1847). 1857 vollendete er das Drama Brunhilde. Für sein Antikendrama Sophonisbe erhielt er 1869 den Schillerpreis. Im Dezember 1869 brachte der Intendant des Königlichen Schauspielhauses in Berlin, von Hülsen, das Stück auf die Bühne und erzielte ein stark widersprüchliches Echo. Die Inszenierung im Stuttgarter Hoftheater im Dezember 1882 mit Eleonore Wahlmann-Willführ wurde zu einem großen Erfolg. Geibel war lebenslang mit Erfolg als Übersetzer französischer, spanischer, (alt-)griechischer und lateinischer Lyrik tätig. 1843 erschienen zum ersten Mal seine Übersetzungen von Volksliedern und Romanzen der Spanier und Portugiesen, 1852 eine zweite Serie gemeinsam mit Paul Heyse, 1860 eine dritte gemeinsam mit Adolf Friedrich von Schack. Bedeutung für sein literaturkritisches Wirken im Münchner Dichterkreis der Krokodile hatten seine Übersetzungen zeitgenössischer klassizistischer französischer Lyrik, die er 1862 gemeinsam mit Heinrich Leuthold veröffentlichte. Wichtig für seine sprachhandwerkliche Entwicklung waren Übersetzungsversuche aus dem Englischen. Von erheblicher literaturdidaktischer aber auch programmatischer Bedeutung war das von Geibel 1862 herausgegebene Münchner Dichterbuch. Die zeitgenössische literarische Kritik hob den Fortschritt in den Bereichen Klarheit des Gehaltes und Reinheit der Form gegenüber älteren bayerischen Anthologien der ersten Hälfte des 19. Jahrhunderts hervor. Geibels Gedichtfolge „Erinnerungen aus Griechenland“ in diesem Gedichtbuch erregte die Bewunderung Jacob Burckhardts.

## Rezeption

### Lyrik
Von den frühesten Veröffentlichungen an zog Geibel starken Zuspruch und harsche Kritik auf sich. Während der Deutsche Musenalmanach ein Gedicht des 17-jährigen Literaturtalentes abdruckte und Karl Mosche eine Serie von Gedichten schon 1836 während der Studienzeit Geibels vertonte, polemisierte der Literaturkritiker Karl Gutzkow 1837 bereits gegen das Schülergedicht König Dichter, als handele es sich um den Text eines Etablierten. Theodor Fontane prägte den Ausdruck „Geibelei“, worunter er klangschöne, aber formal stereotype Lyrik verstand, die sich mit beliebigen Inhalten füllen ließ. Theodor Storm beklagte sich noch anlässlich der Verleihung der Ehrenbürgerwürde der Stadt Husum darüber, dass sein Werk zeit seines Lebens hinter das von Geibel zurückgestellt worden sei. Wilhelm Buschs Bildergeschichte Balduin Bählamm, der verhinderte Dichter gilt als spöttischer Kommentar zu Emanuel Geibel und den Kreisen, in denen er sich bewegte.
Schon zu seinen Lebzeiten wurden Spott und Kritik in Verbindung gebracht mit dem Neid auf den Erfolg des Lyrikers. Zu beachten ist dagegen die hohe Wertschätzung, die Geibel bei Autoritäten der deutschen Literaturwissenschaft zwischen 1860 und 1918 fand. Zu nennen sind dabei Würdigungen u. a. von Karl Goedeke (1844, 1869), Wilhelm Scherer (1884) und Wolfgang Stammler (1918). Stammlers kritische und erläuternde Ausgabe der Werke Geibels von 1915/18 dokumentiert den hohen Stand der Geibelforschung bis 1914. Nach dem Ersten Weltkrieg ebbte die Popularität ab. Zum 100. Geburtstag am 17./18. Oktober 1915 ließ der Lübecker Senat ein Bändchen politischer Lyrik in hoher Auflage drucken. Die Hefte wurden Frontsoldaten zur „geistig-moralischen Stärkung“ anempfohlen. Die Instrumentalisierung von zeitgebundenen Gedichten, die zur Beförderung und Feier der deutschen Einheitsbestrebungen zwischen 1850 und 1871 verfasst waren, zur Beglaubigung eines deutschen Angriffskrieges fiel auf den Autor zurück und beschädigte sein Ansehen nachhaltig.
Während Geibels Gedichte in Schulbüchern bis in die Zeit um 1960 noch umfangreich vertreten waren, schlief die Erwähnung zwischen 1960 und 1980 praktisch ein. In der literaturgeschichtlichen Fachwelt wurde Geibel nach 1945 zunehmend kritisch beurteilt. Die Kritik richtete sich gegen seine politischen und ästhetischen Positionierungen sowie gegen einen angeblichen Mangel an Originalität.
Im Jahr 1929 kaufte der Lübecker Staat den umfangreichen Nachlass Geibels an, dessen literaturgeschichtlich bedeutende Sammlungsteile, wie die Notizbücher, die Tagebücher (1850–1883), ungedruckte Manuskripte und mehr als 10.000 Briefe an ihn, aus der Lübecker Stadtbibliothek 1942 ausgelagert wurden und seit dem Ende des Zweiten Weltkriegs in russischen Archiven verwahrt werden.
Die 2018 erschienene Monografie Emanuel Geibels Aufstieg zum literarischen Repräsentanten seiner Zeit von Christian Volkmann behandelt die Zeit bis 1848. Volkmann beschreibt Geibels bildungsbürgerlichen Familienhintergrund als eine Quelle seiner phänomenalen Vernetzung, die schon in Geibels Schülerzeit begann, deckt seine professionell inszenierte Instrumentalisierung für konservative politische Zielsetzungen durch führende Persönlichkeiten der Berliner Kunst- und Literaturszene ab 1840 auf, zeigt Selbstvermarktungsstrategien und Marktpositionierungen des Autors nach dem einsetzenden Erfolg seines ersten Gedichtbandes 1843 und interpretiert Geibels herausragenden wirtschaftlichen Erfolg vor dem Hintergrund der Strukturen und Entwicklungen des belletristischen Buchmarktes vor 1848 als schöpferische Leistung. Er weist nach, dass Geibel die Zuwendungen aus königlichen Schatullen zwar für seine Selbstdarstellung als Dichter nutzte, von diesen Einnahmen aber wirtschaftlich nicht abhängig war. Volkmann vertritt die These, Geibel habe durch die in seiner Frühzeit strategisch gesetzten Selbstbilder seiner literarischen Kreativität enge Grenzen gesetzt, was zwar seinen äußeren Erfolg wunschgemäß beförderte, ihn aber künstlerisch verkümmern ließ. Dieser Prozess sei schon um 1850, nach dem Erscheinen des zweiten Gedichtbandes Juniuslieder, abgeschlossen gewesen.
Basierend auf einzelnen zeitgenössischen Lübecker „Schlüssellisten“ zu Thomas Manns Roman Buddenbrooks findet sich häufig die Angabe, Mann habe Geibel in seinem Roman in der Gestalt des Jean Jacques Hoffstede ein literarisches Denkmal gesetzt. Die Darstellung im Roman selbst bietet dafür aber keine Anhaltspunkte. Heinrich Mann verewigte den alten Geibel in dem Roman Eugénie oder Die Bürgerzeit (1928) in der spöttisch-liebevoll gezeichneten Figur des Dichters Prof. von Heines.

### Vertonungen
Geibel ist nach Heinrich Heine derjenige deutschsprachige Dichter, dessen Gedichte am häufigsten in Musik gesetzt worden sind. Nach einer 1919 veröffentlichten Studie von Wilhelm Stahl gab es zu diesem Zeitpunkt 3679 Vertonungen von 288 Gedichten Geibels. Geibel selbst erwähnte im Jahr 1874 30 Kompositionen zu Der Mai ist gekommen und 40 zu Fern im Süd das schöne Spanien. Im Bereich Kunstlied blieben Vertonungen Geibelscher Gedichte ungebrochen hochgeschätzt.
Komponisten und Komponistinnen, die Geibels Lyrik vertonten, waren u. a. Mendelssohn Bartholdy, Robert Schumann, Franz Lachner, Adolf Jensen, Alexander Fesca, Benedict Randhartinger, Clara Schumann, Alfred Grünfeld, Wolf, Grieg, Brahms, Gottfried Herrmann, Bruckner,  Albert Dietrich, Ignaz Brüll, Justus Wilhelm Lyra, Robert Franz, Hans Pfitzner, Reger, Martin Plüddemann. (erschienen u. a. 2017 bei Gramola: Ich blick in mein Herz und ich blick’ in die Welt: Lieder nach Lyrik von Emanuel Geibel, Klavier: Sascha El Mouissi, Gesang: Ulf Bästlein).

## Ehrungen (Auswahl)
- 1853: Verleihung des Maximiliansorden, verbunden mit der Erhebung in den persönlichen Adelsstand
- 1867: Medaille für Kunst und Wissenschaft (Mecklenburg-Schwerin) in Gold[28]
- 1868, 9. Dezember: Ehrenbürger der Stadt Lübeck[29]
- 1869: Verleihung des Schillerpreises
- 1869: Ehrenmitglied der Lübecker Schillerstiftung
- 1889, 18. Oktober: Denkmal von Hermann Volz auf dem in Geibelplatz umbenannten Koberg[A 3]
- 1894: Geibelgasse in Rudolfsheim-Fünfhaus
- 1900: Geibelallee und Geibelplatz in Schreventeich[30][31]
- 1934: Die 1920 gegründete Dritte Mädchenschule Lübecks erhielt in der NS-Zeit den Namen Emanuel-Geibel-Mittelschule; seit 1960 heißt sie Emanuel-Geibel-Realschule.
- Weitere Emanuel-Geibel-Straßen oder Geibelstraßen gibt es u. a. in  
Berlin (Kreuzberg, Lichtenrade, Lichterfelde), Bremen-Findorff, Bremerhaven, Büdelsdorf, Chemnitz, Dinslaken, Diedelsheim, Duisburg, Erfurt, Falkensee, Flensburg, Hamburg, Hannover, Kassel, Köln-Lindenthal, Leipzig, Mannheim, München, Neumünster, Norderstedt, Reutlingen, Speyer, Frankfurt-Ostend, Wiesbaden, Bad Schwartau, Hamm und Zürich. Ein Geibelplatz existiert im Süden von  Regensburg in der  denkmalgeschützten Ganghofersiedlung.

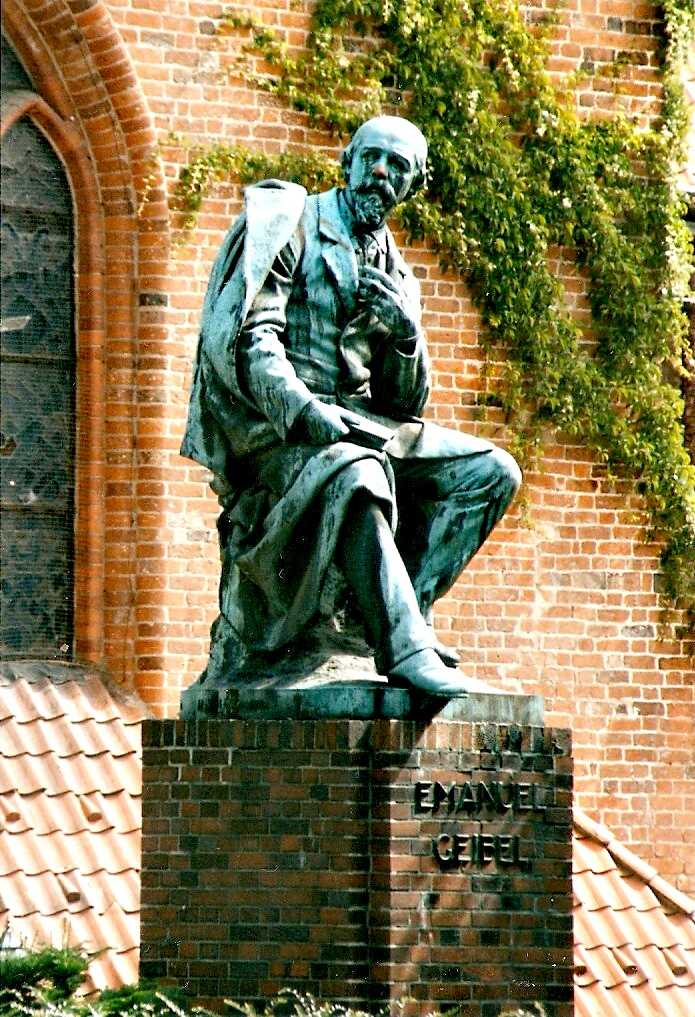
Geibel-Denkmal in Lübeck
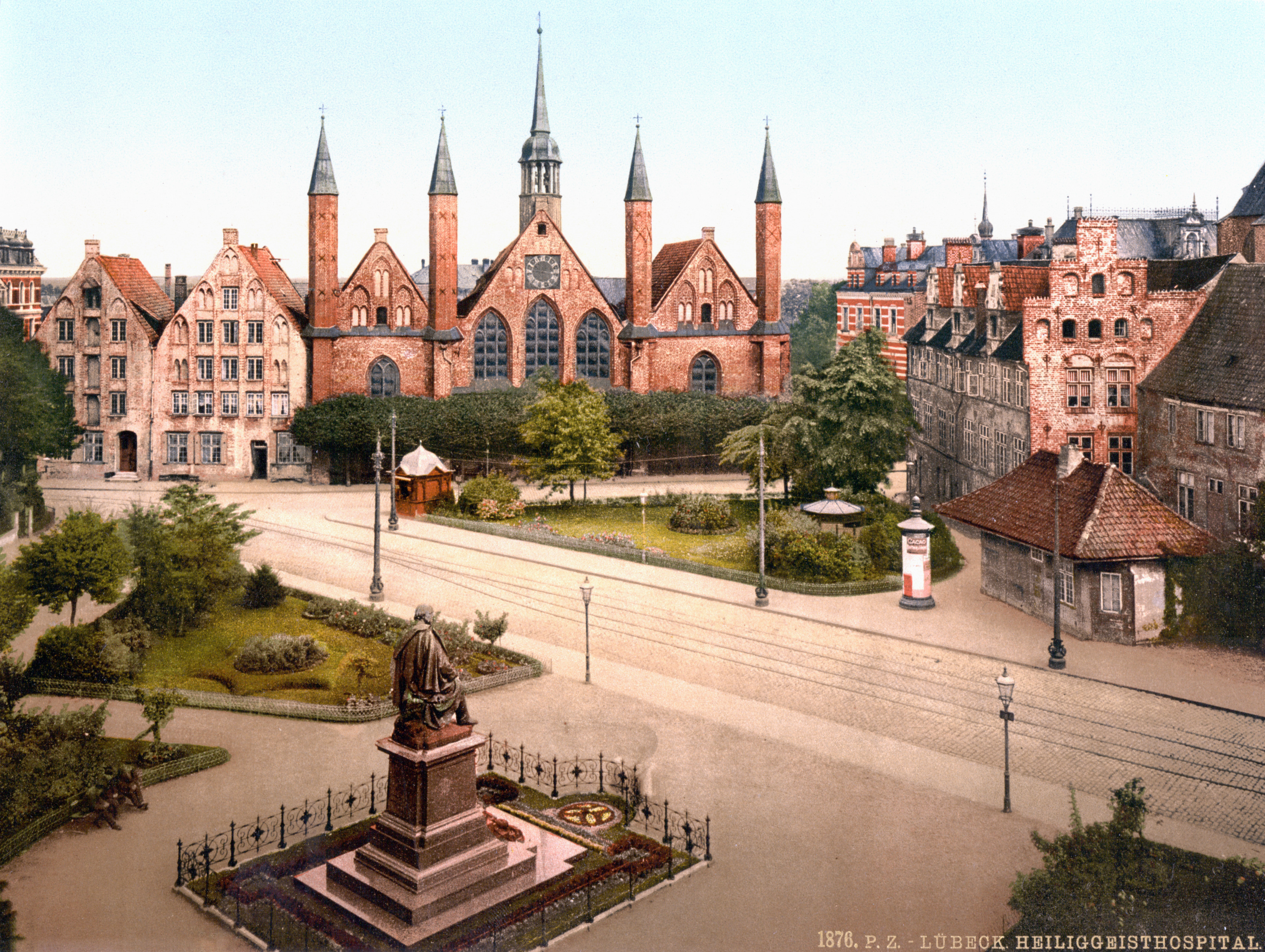
Denkmal auf dem Geibelplatz in Lübeck um 1900
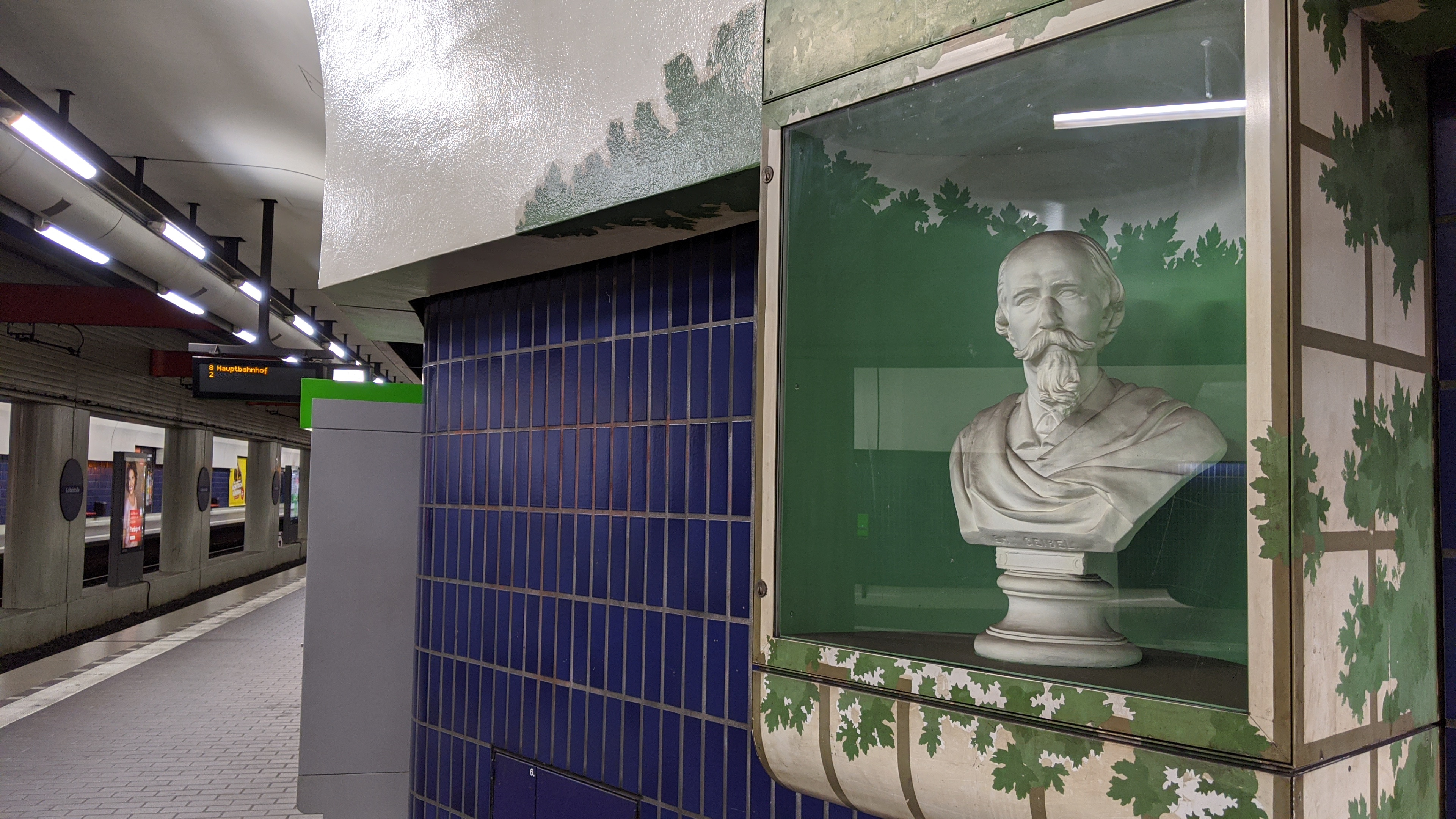
Büste von Emanuel Geibel im U-Bahnhof Geibelstraße in Hannover

## Werke (Auswahl)

### Werkausgaben
- Emanuel Geibels gesammelte Werke. In acht Bänden. J. G. Cotta’sche Buchhandlung, Stuttgart 1883
  - Digitalisat Band 1 und 2
  - Digitalisat Band 3 und 4
  - Digitalisat Band 7 und 8
- Wolfgang Stammler (Hrsg.): Geibel Werke. Kritisch durchgesehene und erläuterte Ausgabe. 3 Bde. Bibliographisches Institut, Leipzig o. J. (1918) (Meyers Klassiker Ausgaben). Mit umfassender Bibliographie und ausführlicher Zitierung aus zeitgenössischen Kritiken.
- R. Schacht (Hrsg.): Emanuel Geibels Werke. Vier Teile in einem Bande. Hesse & Becker, Leipzig 1915 (Deutsche Klassiker-Bibliothek)
- Friedrich Düsel (Hrsg.): Geibel Werke. Auswahl in zwei Teilen. Deutsches Verlagshaus Bong & Co, Berlin Leipzig Wien Stuttgart o. J.

### Gedichte
- Gedichte. Alexander Dunker, Berlin 1840, Digitalisat 13. Aufl. 1848 (100. Aufl., J. G. Cotta’sche Buchhandlung, Stuttgart 1884)
- Zeitstimmen. Gedichte. Friedr. As[s]chenfeldt, Lübeck 1841;  3. neu verm. Aufl. 1846, S. 93, (Digitalisat)[A 4]
- Ein Ruf von der Trave. Gedicht. Friedr. As[s]chenfeldt, Lübeck 1845, (Digitalisat)
- Zwölf Sonette für Schleswig-Holstein. As[s]chenfeldt, Lübeck 1846
- Juniuslieder. J. G. Cotta’sche Buchhandlung, Stuttgart und Tübingen 1848 Digitalisat der Erstausgabe (26. Aufl. 1884) Digitalisat 7. verm. Aufl. 1858
- Neue Gedichte. J. G. Cotta’sche Buchhandlung, Stuttgart 1856 Digitalisat der Erstausgabe (19. Aufl. 1884) Digitalisat 5. Aufl. 1858
- Die Loreley. C. Rumpler, Hannover 1861 Digitalisat (2. Aufl. 1861)
- Gedichte und Gedenkblätter. J. G. Cotta’sche Buchhandlung, Stuttgart 1868 (7. Aufl. 1878) Digitalisat 4. Auflage
- Die Goldgräber, 1870
- Heroldsrufe. Aeltere und neuere Zeitgedichte. J. G. Cotta’sche Buchhandlung, Stuttgart 1871 Digitalisat der Erstausgabe (4. Aufl. 1872)
- Spätherbstblätter. Neueste Gedichte. J. G. Cotta’sche Buchhandlung, Stuttgart 1877 Digitalisat der Erstausgabe (5. Aufl. 1884)
- Gedichte von Emanuel Geibel. Aus dem Nachlass. Cotta’sche Buchhandlung, Stuttgart 1896, 286 Seiten

### Erzählungen
- Demant und Rose, Fliegende Blätter, Band 1, Heft 19, Braun und Schneider, München. 1845. Transkription

### Dramen und Lustspiele
- König Roderich. Eine Tragödie in fünf Aufzügen. J. G. Cotta’sche Buchhandlung, Stuttgart und Tübingen 1844 (Digitalisat bei Google Books)
- König Sigurds Brautfahrt. Eine nordische Sage. Wilhelm Besser, Berlin 1846 (Digitalisat 4. Aufl. Krabbe, Stuttgart 1877 im MDZ)
- Meister Andrea. Lustspiel in zwei Aufzügen. J. G. Cotta’sche Buchhandlung, Stuttgart 1855 (Digitalisat im MDZ)
- Brunhild. Eine Tragödie aus der Nibelungensage. J. G. Cotta’sche Buchhandlung, Stuttgart und Augsburg 1857 (Digitalisat im MDZ; 4. Aufl. 1884)
- Sophonisbe. Tragödie in fünf Aufzügen. J. G. Cotta’sche Buchhandlung, Stuttgart 1856 (Digitalisat 2. Aufl. 1870 im MDZ; 19. Aufl. 1884)
- Die Loreley. Rümpler, Hannover 1861 (Digitalisat im Internet Archive; Digitalisat Gesammelte Werke, Bd. 6, 1883 bei Google Books)
- Echtes Gold wird klar im Feuer. Ein Sprichwort. A. Hildebrand’s Verlag, Schwerin 1882 (Digitalisat 3. Aufl. 1882 im Internet Archive; Digitalisat Gesammelte Werke, Bd. 6, 1883 bei Google Books)

### Übersetzungen und Herausgaben
- zusammen mit Ernst Curtius: Klassische Studien. Uebersetzungen aus griechischen Dichtern. Erstes Heft. Eduard Weber, Bonn 1840 Digitalisat
- Volkslieder und Romanzen der Spanier im Versmasse des Originals verdeutscht. Alexander Duncker, Berlin 1843 Digitalisat
- zusammen mit Paul Heyse: Spanisches Liederbuch. Wilhelm Hertz 1852 Digitalisat (2. Auf. 1852)
- Hrsg.: Gedichte von Hermann Lingg. J. G. Cotta’sche Buchhandlung, Stuttgart 1854
- zusammen mit Adolf Friedrich von Schack: Romanzero der Spanier und Portugiesen. J. G. Cotta’sche Buchhandlung, Stuttgart 1860 Digitalisat
- Hrsg.: Ein Münchner Dichterbuch. A. Kröner, Stuttgart 1862 Digitalisat
- Classisches Liederbuch. Griechen und Römer in deutscher Nachbildung. 1. Aufl. Wilhelm Hertz, Berlin 1875 Digitalisat
- zusammen mit Heinrich Leuthold: Fünf Bücher französischer Lyrik vom Zeitalter der Revolution bis auf unsere Tage, in Uebersetzungen. J. G. Cotta’sche Buchhandlung, Stuttgart 1862 Digitalisat

### Briefe
- Albert Duncker: Emanuel Geibel's Briefe an Karl Freiherr von der Malsburg und die Mitglieder seiner Familie. Paetel, Berlin 1885
- E. F. Fehling: Emanuel Geibels Jugendbriefe. Bonn – Berlin – Griechenland. Karl Curtius, Berlin 1909 Digitalisat
- Emanuel Geibel über seine Juniuslieder. Unveröffentlichte Briefe aus dem Cotta’schen Archiv. In: Der Greif. Cotta’sche Monatsschrift. 1. Jg., Heft 7, 1915.
- Erich Petzet (Hrsg.): Der Briefwechsel von Emanuel Geibel und Paul Heyse. J. F. Lehmanns Verlag, München 1922 Digitalisat
- Gustav Struck (Hrsg.): Briefwechsel Emanuel Geibel und Karl Goedecke. Stadtbibliothek Lübeck, Lübeck 1939 (Veröffentlichungen der Bibliotheken der Hansestadt Lübeck, Neue Reihe Bd. I)
- Wilhelm Schoof: Aus Geibels Briefwechsel mit Freiligrath, Begegnung mit Mörike. Aus unveröffentlichten Briefen. Lübeck 1956
- Heinrich Schneider: Die freundschaftliche Begegnung Heinrich Leutholds und Emanuel Geibels im Münchener Dichterkreis. Ein literaturgeschichtlicher und psychologischer Bericht mit bisher ungedruckten Briefen und Dokumenten. Lübeck: Schmidt-Römhild 1961. (Veröffentlichungen der Stadtbibliothek Lübeck; Neue Reihe; 4) Digitalisat
- Hans Reiss, Herbert Wegener (Hrsg.): Emanuel Geibel. Briefe an Henriette Nölting 1838–1855. Max Schmidt-Römhild, Lübeck 1963 (Veröffentlichungen der Stadtbibliothek Lübeck. Neue Reihe Bd. 6)
- Rainer Hillenbrand: Franz Kuglers Briefe an Emanuel Geibel. Lang, Frankfurt am Main [u. a.] 2001, ISBN 3-631-37553-0.
- Rainer Hillenbrand: Heyseana aus Heidelberg und Nürnberg. Sieben Briefe von Paul Heyse sowie je einer von Geibel und Lenbach an Heyse. In: Roland Berbig (Hrsg.): Paul Heyse: ein Schriftsteller zwischen Deutschland und Italien. Lang, Frankfurt am Main [u. a.] 2001, S. 255–265

### 19. Jahrhundert
- Karl Goedeke: Emanuel Geibel. Erster Theil. J. G. Cotta’sche Buchhandlung, Stuttgart 1869 Digitalisat
- Karl Goedeke: Emanuel Geibel, in Nord und Süd. Eine deutsche Monatsschrift. Hrsg. Paul Lindau. 1. Bd., 1877, S. 392–417
- Carl L. Leimbach: Emanuel Geibel. Des Dichters Leben, Werke und Bedeutung für das deutsche Volk. E. Stoeckicht, Goslar 1877 (2. sehr verm. Aufl. von Max Trippenbach. Zwißler, Wolfenbüttel 1915)
- Wilhelm Scherer: Emanuel Geibel. Weidmannsche Buchhandlung, Berlin 1884 Digitalisat
- Heinrich Löbner: Emanuel Geibel. Eine litterarische Studie. P. Lunitz Verlagsbuchhandlung, Brandenburg an der Havel 1884 Digitalisat
- Conrad Bursian: Emanuel Geibel. In: Biographisches Jahrbuch für Alterthumskunde. 7. Jg., 1884, S. 166–172 (Digitalisat).
- Wilhelm Deeke: Aus meinen Erinnerungen an Emanuel Geibel. Hermann Böhlau, Weimar 1885 Digitalisat
- Stephan Waetzholdt: Emanuel Geibel. Otto Meißner, Hamburg 1885 Digitalisat
- Arno Holz: Emanuel Geibel. Ein Gedenkbuch. Oscar Parrisius, Berlin 1884 Digitalisat
- Karl Theodor Gaedertz: Emanuel Geibel-Denkwürdigkeiten. Wilhelm Friedrich Nachf., Berlin 1885 Digitalisat
- Carl Conrad Theodor Litzmann: Emanuel Geibel. Aus Erinnerungen, Briefen und Tagebüchern. Wilhelm Hertz, Berlin 1887 Digitalisat
- Karl Theodor Gaedertz: Emanuel Geibel. Sänger der Liebe, Herold des Reiches. Ein deutsches Dichterleben. Georg Wigand, Leipzig 1897 Digitalisat

### 20. Jahrhundert
- Paul Heyse, Jugenderinnerungen und Bekenntnisse (1900). In: Paul Heyse, Gesammelte Werke, Dritte Reihe Bd.1, Cottasche Buchhandlung Nachfolger, Stuttgart/Berlin, S. 50–93 und S. 168–229
- Marcellin D. Pradels: Emanuel Geibel und die französische Lyrik. Hermann Schöningh, Münster i. Westf. 1909 Digitalisat
- Johannes Weigle: Emanuel Geibels Jugendlyrik. Marburg (Univ. Diss. 1910)
- Max Koch: Geibel, Emanuel von. In: Allgemeine Deutsche Biographie (ADB). Band 49, Duncker & Humblot, Leipzig 1904, S. 265–274.
- Adolph Kohut: Emanuel Geibel als Mensch und Dichter. Verlag des Vereins der Bücherfreunde, Berlin 1915 Digitalisat
- Adolph Kohut: Emanuel Geibel und Berlin. In: Erforschtes und Erlebtes aus dem alten Berlin. Festschrift zum 50jährigen Jubiläum des Vereins für die Geschichte Berlins. Mittler, Berlin 1917, S. 491–520. Digitalisat
- Adalbert Elschenbroich: Geibel, Franz Emanuel August von. In: Neue Deutsche Biographie (NDB). Band 6, Duncker & Humblot, Berlin 1964, ISBN 3-428-00187-7, S. 139 f. (Digitalisat).
- Eduard Stemplinger: Der Münchner Kreis. Platen. Curtius. Geibel. Strachwitz. Reclam, Leipzig 1933 (Deutsche Literatur. Sammlung literarischer Kunst- und Kulturdenkmäler in Entwicklungsreihen, Reihe Formkunst, Bd. 1)
- Walther Killy: Wandlungen des lyrischen Bildes. Vandenhoeck & Ruprecht, Göttingen 1956, S. 73–94
- Michail Krausnick, Paul Heyse und der Münchener Dichterkreis, Bonn, Bouvier 1974 (Abhandlungen zur Kunst-, Musik- und Literaturwissenschaft) Zugleich Heidelberg, Diss. unter dem Titel: Der junge Paul Heyse – Beiträge zu einer Biographie
- Beatriz Brinkmann Scheihing: Spanische Romanzen in der Übersetzung von Diez, Geibel und von Schack. Analyse und Vergleich. Marburg: Elwert 1975. (Marburger Beiträge zur Germanistik 51) ISBN 3-7708-0542-9.
- Michael Dirrigl, Maximillian II., König von Bayern 1848–1864, Teil II, Hugendubel München 1984, S. 1381–1542: 'Der Dichterbund der Krokodile'
- Bernd Goldmann: Geibel, Franz Emanuel August. In: Alken Bruns (Hrsg.): Lübecker Lebensläufe aus neun Jahrhunderten. Karl Wachholtz Verlag, Neumünster 1993, ISBN 3-529-02729-4, S. 145–153 Mit Bibliografie S. 151 ff.
- Johannes Mahr (Hrsg.): Die Krokodile. Ein Münchener Dichterkreis. Texte und Dokumente. Philipp Reclam, Stuttgart 1987 Reclams Universal-Bibliothek 8378, ISBN 3-15-028378-7
- Haus der Bayerischen Geschichte (Hrsg.): König Maximilian II. von Bayern 1848–1864. Rosenheimer, Rosenheim 1988
- Karl Heinz Fallbacher: Literarische Kultur in München zur Zeit Ludwig I. und Maximilian II. C. H. Beck, München 1992
- Christine Göhler: Emanuel Geibel. Ein Lebensbild in Selbstzeugnissen und Berichten seiner Freunde. Sventana, Schellhorn 1992, ISBN 3-927653-05-5.
- Renate Werner: „Und was er singt ist wie die Weltgeschichte.“ Über Emanuel Geibel und den Münchner Dichterkreis. In: Helmut Scheuer (Hrsg.): Dichter und ihre Nation. Suhrkamp, Frankfurt 1993, S. 273–289

### 21. Jahrhundert
- Hans Rall: Die Symposien König Max II. von Bayern (mit Anmerkungen über die Symposien seit Platen). Für die Veröffentlichung posthum erzänzend bearbeitet von Marga Rall. In: Zeitschrift für bayerische Landesgeschichte, Beiheft 4, München 2001
- Michael P. Schulz (Hrsg.): „Wären meine Lieder Perlen.“ Das Lübecker Geibel-Projekt. Lieder und kritische Beiträge. Weiland, Lübeck 2008
- Birte Lipinski, Christian Volkmann, Manfred Eickhölter (Hgg.): Emanuel Geibel. Aufstieg und Fall eines Umstrittenen. Zur Ausstellung im Buddenbrookhaus. Lübeck 2015, ISBN 978-3-942310-15-4.
- Christian Volkmann: Emanuel Geibels Aufstieg zum literarischen Repräsentanten seiner Zeit. J. P. Metzler, Berlin 2018, ISBN 978-3-476-04806-6.
- Hermann Schlösser: Alabaster mit Kratzern. Zu Recht vergessen: Emanuel Geibel. In: Volltext, 2, 2018, S. 34–38
- Manfred Eickhölter, König Maximillian II. beruft 1852 Emanuel Geibel. Bayerische Landesentwicklung durch Wissenschafts- und Literaturförderung im 19. Jahrhundert. In: Lübeckische Blätter 13. Januar 2018, Heft 1, S. 9–12
- Ders. Emanuel Geibel und die Geschichtspolitik König Maximilians II. von Bayern. Die Münchner Ereignisse im Juni 1861 und ihr Echo im Gedicht „Deutschlands Beruf“ In: Zeitschrift für Lübeckische Geschichte (ZLG) Bd. 102, 2023, S. 133–156.